# Kerstin Kärnekull
Kerstin Elisabet Kärnekull, född Anderson 25 december 1942 i Flen, är en svensk arkitekt.
Kärnekull, som är dotter till agronom Carl-Vilhelm Anderson och agronom Anneka Anderson, född Rudberg, utexaminerades från Kungliga Tekniska högskolan 1967. Hon var anställd hos Eric Anjou AB 1968–1970, hos HSB:s Riksförbund 1970–1975, hos Svenska Arkitekters Riksförbund 1975–1981, utvecklingschef på SABO från 1981 och senare chef för utbildningsföretaget BFAB (Bygg- och fastighetssektorns fortbildningsinstitut AB). Hon har varit styrelseledamot i Arkitekturmuseet och ledamot av Täby kommunfullmäktige (Vänsterpartiet).